# Casa de York

Roza albă, simbolul heraldic al Casei de York

Casa de York a fost o ramură a Casei Plantagenet, coborâtă din Edmund de Langley, primul Duce de York, al patrulea fiu (supraviețuitor) al regelui Eduard al III-lea. Trei dintre membrii săi au devenit Regi ai Angliei, în secolul al XV-lea.

## Origine
Edmund de Langley, primul Duce de York, primul Conte de Cambridge, a fost fiul cel mic al regelui Eduard al III-lea al Angliei și a Philippei de Hainault, al patrulea dintre cei cinci fii ai lor, care au trăit până la maturitate. El a fost fondatorul Casei de York, prin căsătoria fiului său mai mic, Richard cu Ana de Mortimer. 
Edmund a avut doi fii, Eduard și Richard de Coinsburgh. Eduard a moștenit ducatul în 1402 însă a fost ucis în Bătălia de la Azincourt în 1415, fără să aibă moștenitori. Richard s-a căsătorit cu Ana de Mortimer, o stră-strănepoata a lui Lionel de Antwerp, al doilea fiu al lui Eduard al III-lea al Angliei. Ana a devenit moștenitoarea titlului de Conte de March, după ce fratele ei, Edmund, a murit în 1425. În calitate de moștenitoare a tatălui său, Roger Mortimer, Edmund a fost moștenitorul lui Roger Mortimer la tron, însă l-a numit prezumtiv pe Richard al II-lea. 
Richard de Conisburgh a fost executat în urma implicării sale în complotul de la Southampton care avea drept scop deposedarea lui Henric al V-lea al Angliei în favoarea Contelui de March. 
|  |  |                                        |                                        |                                        |                                        |                                            |                                            |                                            |                                            |                                            |                                            |                                       |                                       |                                       |                                       |                                    |                                    |                                    |                                    |                                             |  |                                    |                                    |                                       |                                       |                                       |                                       |                                       |                                       |                                              |                                              |                                              |                                              |                                              |                                              |                                |                                |  |  | '            |  |  |  |  |  |  |  |  |  |  |  |  |  |  |  |  |  |  |  |  |  |
|  |  |                                        |                                        |                                        |                                        |                                            |                                            |                                            |                                            |                                            |                                            |                                       |                                       |                                       |                                       |                                    |                                    |                                    |                                    |                                             |  |                                    |                                    |                                       |                                       |                                       |                                       |                                       |                                       |                                              |                                              |                                              |                                              |                                              |                                              |                                |                                |  |  | Casa de York |  |  |  |  |  |  |  |  |  |  |  |  |  |  |  |  |  |  |  |  |  |
|  |  |                                        |                                        |                                        |                                        |                                            |                                            |                                            |                                            |                                            |                                            |                                       |                                       |                                       |                                       |                                    |                                    |                                    |                                    | Eduard al III-lea, Regele Angliei 1312-1377 |  |                                    |                                    |                                       |                                       |                                       |                                       |                                       |                                       |                                              |                                              |                                              |                                              |                                              |                                              |                                |                                |  |  |              |  |  |  |  |  |  |  |  |  |  |  |  |  |  |  |  |  |  |  |  |  |
|  |  |                                        |                                        |                                        |                                        |                                            |                                            |                                            |                                            |                                            |                                            |                                       |                                       |                                       |                                       |                                    |                                    |                                    |                                    |                                             |  |                                    |                                    |                                       |                                       |                                       |                                       |                                       |                                       |                                              |                                              |                                              |                                              |                                              |                                              |                                |                                |  |  |              |  |  |  |  |  |  |  |  |  |  |  |  |  |  |  |  |  |  |  |  |  |
|  |  |                                        |                                        |                                        |                                        |                                            |                                            |                                            |                                            |                                            |                                            |                                       |                                       |                                       |                                       |                                    |                                    |                                    |                                    |                                             |  |                                    |                                    |                                       |                                       |                                       |                                       |                                       |                                       |                                              |                                              |                                              |                                              |                                              |                                              |                                |                                |  |  |              |  |  |  |  |  |  |  |  |  |  |  |  |  |  |  |  |  |  |  |  |  |
|  |  |                                        |                                        |                                        |                                        |                                            |                                            |                                            |                                            | Lionel, Duce de Clarence 1338–1368         |                                            |                                       |                                       |                                       |                                       |                                    |                                    |                                    |                                    |                                             |  |                                    |                                    |                                       |                                       |                                       |                                       |                                       |                                       |                                              |                                              |                                              |                                              |                                              |                                              |                                |                                |  |  |              |  |  |  |  |  |  |  |  |  |  |  |  |  |  |  |  |  |  |  |  |  |
|  |  |                                        |                                        |                                        |                                        |                                            |                                            |                                            |                                            |                                            |                                            |                                       |                                       |                                       |                                       |                                    |                                    |                                    |                                    |                                             |  |                                    |                                    |                                       |                                       |                                       |                                       |                                       |                                       |                                              |                                              |                                              |                                              |                                              |                                              |                                |                                |  |  |              |  |  |  |  |  |  |  |  |  |  |  |  |  |  |  |  |  |  |  |  |  |
|  |  |                                        |                                        |                                        |                                        |                                            |                                            |                                            |                                            | Philippa, Contesă de Ulster 1355-1382      | Philippa, Contesă de Ulster 1355-1382      | Philippa, Contesă de Ulster 1355-1382 | Philippa, Contesă de Ulster 1355-1382 | Philippa, Contesă de Ulster 1355-1382 | Philippa, Contesă de Ulster 1355-1382 |                                    |                                    |                                    |                                    |                                             |  |                                    |                                    |                                       |                                       |                                       |                                       | Edmund, Duce de York 1341-1402        | Edmund, Duce de York 1341-1402        | Edmund, Duce de York 1341-1402               | Edmund, Duce de York 1341-1402               | Edmund, Duce de York 1341-1402               | Edmund, Duce de York 1341-1402               |                                              |                                              |                                |                                |  |  |              |  |  |  |  |  |  |  |  |  |  |  |  |  |  |  |  |  |  |  |  |  |
|  |  |                                        |                                        |                                        |                                        |                                            |                                            |                                            |                                            | Philippa, Contesă de Ulster 1355-1382      | Philippa, Contesă de Ulster 1355-1382      | Philippa, Contesă de Ulster 1355-1382 | Philippa, Contesă de Ulster 1355-1382 | Philippa, Contesă de Ulster 1355-1382 | Philippa, Contesă de Ulster 1355-1382 |                                    |                                    |                                    |                                    |                                             |  |                                    |                                    |                                       |                                       |                                       |                                       | Edmund, Duce de York 1341-1402        | Edmund, Duce de York 1341-1402        | Edmund, Duce de York 1341-1402               | Edmund, Duce de York 1341-1402               | Edmund, Duce de York 1341-1402               | Edmund, Duce de York 1341-1402               |                                              |                                              |                                |                                |  |  |              |  |  |  |  |  |  |  |  |  |  |  |  |  |  |  |  |  |  |  |  |  |
|  |  |                                        |                                        |                                        |                                        |                                            |                                            |                                            |                                            | Roger, Conte de March 1374-1398            |                                            |                                       |                                       |                                       |                                       |                                    |                                    |                                    |                                    |                                             |  |                                    |                                    |                                       |                                       |                                       |                                       |                                       |                                       |                                              |                                              |                                              |                                              |                                              |                                              |                                |                                |  |  |              |  |  |  |  |  |  |  |  |  |  |  |  |  |  |  |  |  |  |  |  |  |
|  |  |                                        |                                        |                                        |                                        |                                            |                                            |                                            |                                            |                                            |                                            |                                       |                                       |                                       |                                       |                                    |                                    |                                    |                                    |                                             |  |                                    |                                    |                                       |                                       |                                       |                                       |                                       |                                       |                                              |                                              |                                              |                                              |                                              |                                              |                                |                                |  |  |              |  |  |  |  |  |  |  |  |  |  |  |  |  |  |  |  |  |  |  |  |  |
|  |  |                                        |                                        |                                        |                                        |                                            |                                            |                                            |                                            |                                            |                                            |                                       |                                       |                                       |                                       |                                    |                                    |                                    |                                    |                                             |  |                                    |                                    |                                       |                                       |                                       |                                       |                                       |                                       |                                              |                                              |                                              |                                              |                                              |                                              |                                |                                |  |  |              |  |  |  |  |  |  |  |  |  |  |  |  |  |  |  |  |  |  |  |  |  |
|  |  |                                        |                                        |                                        |                                        |                                            |                                            |                                            |                                            | Anne de Mortimer 1390-1411                 | Anne de Mortimer 1390-1411                 | Anne de Mortimer 1390-1411            | Anne de Mortimer 1390-1411            | Anne de Mortimer 1390-1411            | Anne de Mortimer 1390-1411            |                                    |                                    |                                    |                                    |                                             |  |                                    |                                    | Richard, Conte de Cambridge 1375-1415 | Richard, Conte de Cambridge 1375-1415 | Richard, Conte de Cambridge 1375-1415 | Richard, Conte de Cambridge 1375-1415 | Richard, Conte de Cambridge 1375-1415 | Richard, Conte de Cambridge 1375-1415 |                                              |                                              | Edward, Duce de York 1373-1415               | Edward, Duce de York 1373-1415               | Edward, Duce de York 1373-1415               | Edward, Duce de York 1373-1415               | Edward, Duce de York 1373-1415 | Edward, Duce de York 1373-1415 |  |  |              |  |  |  |  |  |  |  |  |  |  |  |  |  |  |  |  |  |  |  |  |  |
|  |  |                                        |                                        |                                        |                                        |                                            |                                            |                                            |                                            | Anne de Mortimer 1390-1411                 | Anne de Mortimer 1390-1411                 | Anne de Mortimer 1390-1411            | Anne de Mortimer 1390-1411            | Anne de Mortimer 1390-1411            | Anne de Mortimer 1390-1411            |                                    |                                    |                                    |                                    |                                             |  |                                    |                                    | Richard, Conte de Cambridge 1375-1415 | Richard, Conte de Cambridge 1375-1415 | Richard, Conte de Cambridge 1375-1415 | Richard, Conte de Cambridge 1375-1415 | Richard, Conte de Cambridge 1375-1415 | Richard, Conte de Cambridge 1375-1415 |                                              |                                              | Edward, Duce de York 1373-1415               | Edward, Duce de York 1373-1415               | Edward, Duce de York 1373-1415               | Edward, Duce de York 1373-1415               | Edward, Duce de York 1373-1415 | Edward, Duce de York 1373-1415 |  |  |              |  |  |  |  |  |  |  |  |  |  |  |  |  |  |  |  |  |  |  |  |  |
|  |  |                                        |                                        |                                        |                                        |                                            |                                            |                                            |                                            |                                            |                                            |                                       |                                       |                                       |                                       |                                    |                                    |                                    |                                    |                                             |  |                                    |                                    |                                       |                                       |                                       |                                       |                                       |                                       |                                              |                                              |                                              |                                              |                                              |                                              |                                |                                |  |  |              |  |  |  |  |  |  |  |  |  |  |  |  |  |  |  |  |  |  |  |  |  |
|  |  |                                        |                                        |                                        |                                        |                                            |                                            |                                            |                                            |                                            |                                            |                                       |                                       |                                       |                                       |                                    |                                    | Richard, Duce de York 1411-1460    |                                    |                                             |  |                                    |                                    |                                       |                                       |                                       |                                       |                                       |                                       |                                              |                                              |                                              |                                              |                                              |                                              |                                |                                |  |  |              |  |  |  |  |  |  |  |  |  |  |  |  |  |  |  |  |  |  |  |  |  |
|  |  |                                        |                                        |                                        |                                        |                                            |                                            |                                            |                                            |                                            |                                            |                                       |                                       |                                       |                                       |                                    |                                    |                                    |                                    |                                             |  |                                    |                                    |                                       |                                       |                                       |                                       |                                       |                                       |                                              |                                              |                                              |                                              |                                              |                                              |                                |                                |  |  |              |  |  |  |  |  |  |  |  |  |  |  |  |  |  |  |  |  |  |  |  |  |
|  |  |                                        |                                        |                                        |                                        |                                            |                                            |                                            |                                            |                                            |                                            |                                       |                                       |                                       |                                       |                                    |                                    |                                    |                                    |                                             |  |                                    |                                    |                                       |                                       |                                       |                                       |                                       |                                       |                                              |                                              |                                              |                                              |                                              |                                              |                                |                                |  |  |              |  |  |  |  |  |  |  |  |  |  |  |  |  |  |  |  |  |  |  |  |  |
|  |  |                                        |                                        |                                        |                                        | Eduard al IV-lea, Regele Angliei 1442-1483 | Eduard al IV-lea, Regele Angliei 1442-1483 | Eduard al IV-lea, Regele Angliei 1442-1483 | Eduard al IV-lea, Regele Angliei 1442-1483 | Eduard al IV-lea, Regele Angliei 1442-1483 | Eduard al IV-lea, Regele Angliei 1442-1483 |                                       |                                       | Edmund, Conte de Rutland 1443-1460    | Edmund, Conte de Rutland 1443-1460    | Edmund, Conte de Rutland 1443-1460 | Edmund, Conte de Rutland 1443-1460 | Edmund, Conte de Rutland 1443-1460 | Edmund, Conte de Rutland 1443-1460 |                                             |  | George, Duce de Clarence 1449-1478 | George, Duce de Clarence 1449-1478 | George, Duce de Clarence 1449-1478    | George, Duce de Clarence 1449-1478    | George, Duce de Clarence 1449-1478    | George, Duce de Clarence 1449-1478    |                                       |                                       | Richard al III-lea, Regele Angliei 1452-1485 | Richard al III-lea, Regele Angliei 1452-1485 | Richard al III-lea, Regele Angliei 1452-1485 | Richard al III-lea, Regele Angliei 1452-1485 | Richard al III-lea, Regele Angliei 1452-1485 | Richard al III-lea, Regele Angliei 1452-1485 |                                |                                |  |  |              |  |  |  |  |  |  |  |  |  |  |  |  |  |  |  |  |  |  |  |  |  |
|  |  |                                        |                                        |                                        |                                        | Eduard al IV-lea, Regele Angliei 1442-1483 | Eduard al IV-lea, Regele Angliei 1442-1483 | Eduard al IV-lea, Regele Angliei 1442-1483 | Eduard al IV-lea, Regele Angliei 1442-1483 | Eduard al IV-lea, Regele Angliei 1442-1483 | Eduard al IV-lea, Regele Angliei 1442-1483 |                                       |                                       | Edmund, Conte de Rutland 1443-1460    | Edmund, Conte de Rutland 1443-1460    | Edmund, Conte de Rutland 1443-1460 | Edmund, Conte de Rutland 1443-1460 | Edmund, Conte de Rutland 1443-1460 | Edmund, Conte de Rutland 1443-1460 |                                             |  | George, Duce de Clarence 1449-1478 | George, Duce de Clarence 1449-1478 | George, Duce de Clarence 1449-1478    | George, Duce de Clarence 1449-1478    | George, Duce de Clarence 1449-1478    | George, Duce de Clarence 1449-1478    |                                       |                                       | Richard al III-lea, Regele Angliei 1452-1485 | Richard al III-lea, Regele Angliei 1452-1485 | Richard al III-lea, Regele Angliei 1452-1485 | Richard al III-lea, Regele Angliei 1452-1485 | Richard al III-lea, Regele Angliei 1452-1485 | Richard al III-lea, Regele Angliei 1452-1485 |                                |                                |  |  |              |  |  |  |  |  |  |  |  |  |  |  |  |  |  |  |  |  |  |  |  |  |
|  |  |                                        |                                        |                                        |                                        |                                            |                                            |                                            |                                            |                                            |                                            |                                       |                                       |                                       |                                       |                                    |                                    |                                    |                                    |                                             |  |                                    |                                    |                                       |                                       |                                       |                                       |                                       |                                       |                                              |                                              |                                              |                                              |                                              |                                              |                                |                                |  |  |              |  |  |  |  |  |  |  |  |  |  |  |  |  |  |  |  |  |  |  |  |  |
|  |  | Edward al V-lea, Regele Angliei 1470-? | Edward al V-lea, Regele Angliei 1470-? | Edward al V-lea, Regele Angliei 1470-? | Edward al V-lea, Regele Angliei 1470-? | Edward al V-lea, Regele Angliei 1470-?     | Edward al V-lea, Regele Angliei 1470-?     |                                            |                                            | Richard, Duce de York 1473-?               | Richard, Duce de York 1473-?               | Richard, Duce de York 1473-?          | Richard, Duce de York 1473-?          | Richard, Duce de York 1473-?          | Richard, Duce de York 1473-?          |                                    |                                    |                                    |                                    |                                             |  | Edward, Conte de Warwick 1475-1499 | Edward, Conte de Warwick 1475-1499 | Edward, Conte de Warwick 1475-1499    | Edward, Conte de Warwick 1475-1499    | Edward, Conte de Warwick 1475-1499    | Edward, Conte de Warwick 1475-1499    |                                       |                                       | Edward, Prinț de Wales 1473-1484             | Edward, Prinț de Wales 1473-1484             | Edward, Prinț de Wales 1473-1484             | Edward, Prinț de Wales 1473-1484             | Edward, Prinț de Wales 1473-1484             | Edward, Prinț de Wales 1473-1484             |                                |                                |  |  |              |  |  |  |  |  |  |  |  |  |  |  |  |  |  |  |  |  |  |  |  |  |

## Războiul celor două roze

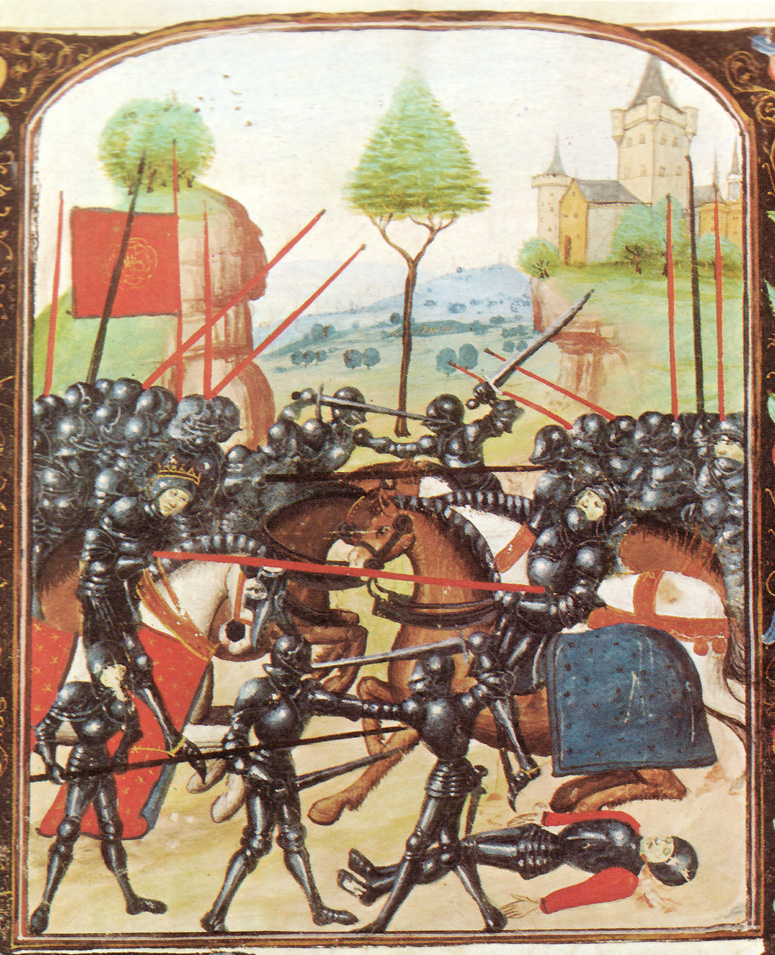
Ilustrație a bǎtaliei de la Barnet, Războiului celor Două Roze

În ciuda statutului său, Richard Plantagenet a refuzat un post în guvern, oferit de către consilierii slabului Henric al VI-lea al Angliei, în special de John Beaufort, Duce de Somerset și de regină, Margareta de Anjou. Deși a servit ca protector în timpul lui Henric al VI-lea al Angliei, în anii 1453-1454, atunci când acesta era incapabil în urma unei căderi nervoase, reformele sale au fost inversate de către Somerset, o dată ce regele și-a revenit.
Războiul celor Două Roze a început în anul următor, cu prima Bătălie de la Albans. Inițial, Richard era menit doar să elimine adversarii săi politici din Casa de Lancaster, care dețineau poziții de influență asupra regelui. Până în octombrie 1460 nu a avut nici o pretenție la tron. În acel an, Yorkiști l-au capturat pe rege în Bătălia de la Northampton, însă victoria a fost de scurtă durată. Richard și cel de-al doilea fiu al său, Edmund, au fost uciși în Bătălia de la Wakefield, pe 30 decembrie.
Aspirația lui Richard pentru tron i-a revenit fiului său Eduard. Cu sprijinul lui Richard Neville, Conte de Warwick (supranumit și Făcătorul de Regi), Eduard, care arătase deja că este un lider, i-a învins pe Lancasteri într-o succesiune de bătălii. În timp ce Henric al VI-lea și Margareta de Anjou se aflau în campanie în nord, Warwick a obținut controlul asupra capitalei și l-a declarat pe Eduard rege la Londra, în 1461. Eduard și-a întărit poziția cu victoria decisivă în Bătălia de la Towton în același an, în cursul căreia, armata Lancasterilor a fost practic distrusă.

## Domniile regilor din Casa de York
Domnia timpurie a lui Eduard al IV-lea al Angliei a fost marcată de comploturile Lancasterilor și de revoltele în favoarea lui Henric al VI-lea al Angliei. Chiar și Warwick a schimbat taberele, și a sprijinit-o pe Margareta de Anjou și pe fratele ei George, Duce de Clarence, în restabilirea  lui Henric în 1470 - 1471. Cu toate acestea, Eduard a recâștigat tronul iar Casa de Lancaster era distrusă, când ultimul bărbat, chiar Henric al VI-lea al Angliei, a fost omorât în Turnul Londrei în 1471.
În 1478, problemele continue ale lui Clarence i-au cauzat moartea, acesta fiind executat în Turnul Londrei, iar un mit spune că acesta a fost înecat într-un butoi cu vin înainte.
La moartea lui Eduard în 1483, coroana a trecut la fiul său de 12 ani, Eduard al V-lea al Angliei. Fratele său mai mic, Richard, Duce de Gloucester, a fost numit Protector, și l-a escortat pe tânărul său frate, în Turnul Londrei. Nu au mai fost văzuți niciodată ieșind de acolo. Cu toate acestea, nu se știe exact dacă au fost uciși și cine i-a ucis. Parlamentul declarase, în documentul Titulus Regius, ca cei doi băieți erau nelegitimi, pe motiv că mariajul lui Eduard al IV-lea al Angliei nu a fost valid și ca atare, Richard era moștenitorul tronului. Richard al III-lea al Angliei a fost încoronat în iulie 1483.

## Înfrângerea Casei de York

Trandafirul Tudor: o combinație între Trandafirul Roșu al Casei de Lancaster și Trandafirul Alb al Casei de York

Richard al III-lea avea mulți dușmani, în principal susținători ai Lancasterilor, care s-au adunat în tabăra lui Henric Tudor (Casa Tudor și Casa de Lancaster având o legătură strânsă). Prima încercare de lovitură de stat asupra sa, a eșuat la sfârșitul lui 1483, dar în 1485, Richard l-a întâlnit pe Henric Tudor, la Bătălia de la Bosworth Field. În timpul bătăliei, câțiva susținători importanți ai lui Richard au schimbat taberele ori s-au retras. Richard a fost ucis, acesta fiind ultimul rege din Casa Plantageneților și ultimul rege din Anglia care avea să moară pe câmpul de luptă.
Henric Tudor s-a autoproclamat rege, s-a căsătorit cu Elisabeta de York, fiica cea mare a lui Eduard al IV-lea al Angliei, unind simbolic cele doua case: York și Lancaster. S-a urcat pe tron cu numele de Henric al VII-lea al Angliei, și a fost fondatorul Casei Tudor care a domnit până în 1603.

### Duci de York
| Duce                                                                        | Naștere                                                                                                | Căsătorie                                                    | Deces                                 |
| --------------------------------------------------------------------------- | --- | ------------------------------------------------------------ | ------------------------------------- |
| Edmund de Langley, primul Duce de York (Fondatorul Casei de York) 1385–1402 | 5 iunie 1341 Kings Langley fiul lui Eduard al III-lea al Angliei și al Filipei de Hainault             | Isabella de Castilia 1372 3 copii Joan de Holland fără copii | 1 august 1402 Kings Langley 61 de ani |
| Eduard de Norwich, al 2-lea Duce de York 1402–1415                          | 1373 Norwich fiul lui Edmund de Langley, primul Duce de York și al Isabellei de Castilia               | necăsătorit                                                  | 25 octombrie 1415 Azincourt 42 de ani |
| Richard Plantagenet, al 3-lea Duce de York 1415–1460                        | 21 septembrie 1411 fiul lui Richard de Conisburgh, al 3-lea Conte de Cambridge și al Annei de Mortimer | Cecily Neville 1437 13 copii                                 | 30 decembrie 1460 Wakefield 42 de ani |
| Eduard Plantagenet 1460–1461                                                | 28 aprilie 1442 Rouen fiul lui Richard Plantagenet și al Ceciliei Neville                              | Elizabeth Woodville 1 mai 1464 10 copii                      | 9 aprilie 1483 Westminster 40 de ani  |

Eduard Plantagenet a devenit regele Eduard al IV-lea al Angliei în 1461 și astfel titlul de Duce de York s-a împletit cu Coroana Angliei.

### Regi ai Angliei din Casa de York
| Monarh                                                          | Portret     | Naștere                                                                                          | Căsătorie                                             | Deces                                                     |
| --------------------------------------------------------------- | ----------- | ------------------------------------------------------------------------------------------------ | ----------------------------------------------------- | --------------------------------------------------------- |
| Eduard IV 4 martie 1461 – 3 octombrie 1470 11 aprilie 1471–1483 | Edward IV   | 28 aprilie 1442 Rouen fiul lui Richard Plantagenet, al 3-lea Duce de York și al Ceciliei Neville | Elizabeth Woodville Grafton Regis 1 mai 1464 10 copii | 9 aprilie 1483 Palatul Westminster 40 de ani              |
| Eduard V 9 aprilie–25 iunie 1483                                | Edward V    | 2 noiembrie 1470 Westminster fiul lui Eduard IV și al Elisabetei Woodville                       | necăsătorit                                           | c. 1483 Londra în jur de 12 ani (ucis)                    |
| Richard III 26 iunie 1483–1485                                  | Richard III | 2 octombrie 1452 Castelul Fotheringhay fiul lui Richard Plantagenet și al Ceciliei Neville       | Anne Neville Westminster Abbey 12 iulie 1472 1 fiu    | 22 august 1485 Bosworth Field 32 de ani (ucis în bătălie) |